# Georges Pitoëff
Pour les articles homonymes, voir Pitoëff.
Georges Pitoëff, né le 4 septembre 1884 à Tiflis (actuelle Tbilissi) et mort le 17 septembre 1939 à Genève (Bellevue), est un acteur  et metteur en scène de théâtre français d'origine russe. Il est également traducteur et décorateur. Il est l'un des quatre fondateurs de l'association le Cartel des quatre, créée en 1927.

## Biographie

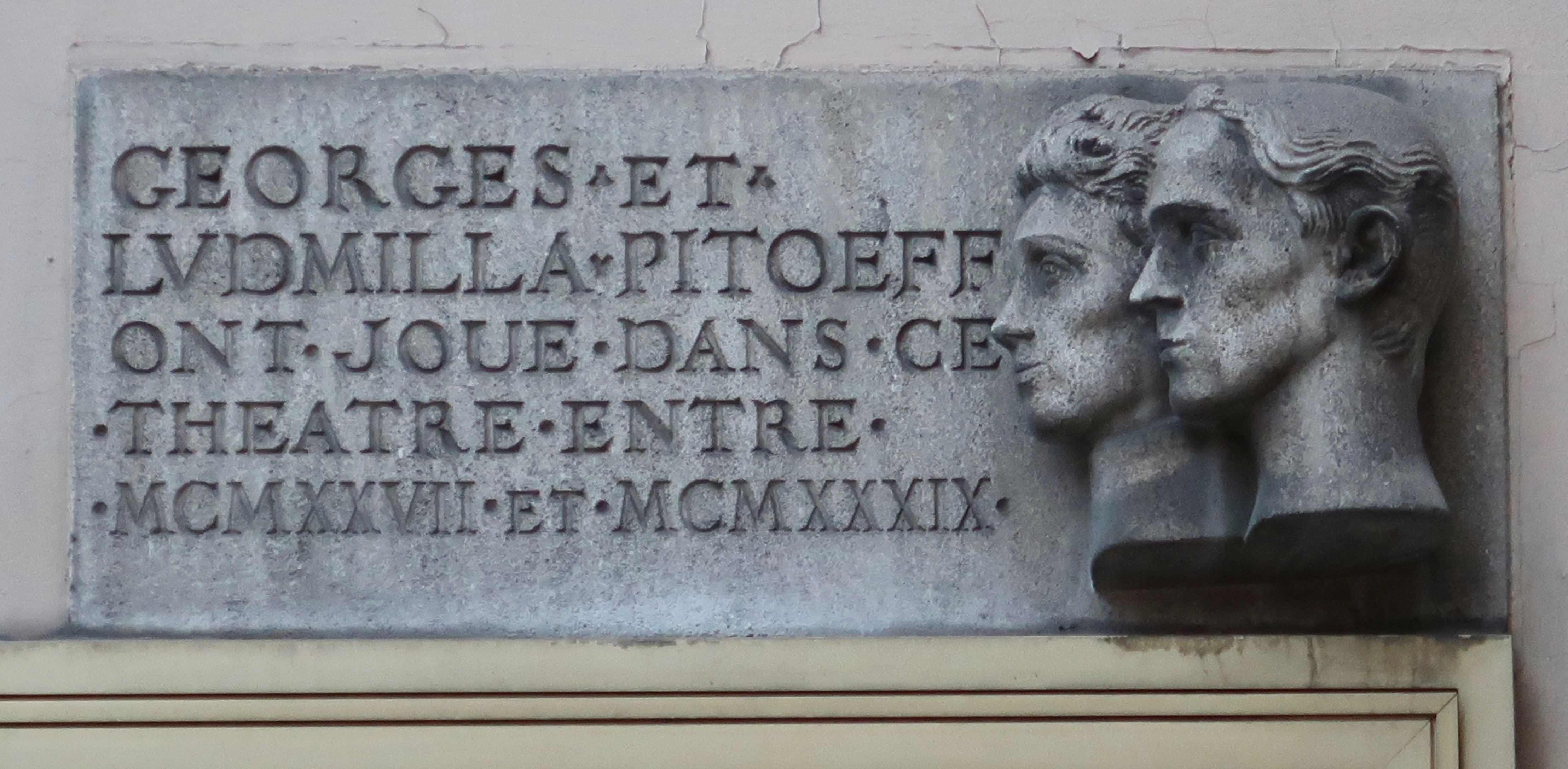
Plaque en hommage à Georges et Ludmilla Pitoëff sur la façade du théâtre des Mathurins (Paris).

Georges Pitoëff était issu d'une dynastie de marchands arméniens qui exploitaient un grand comptoir à Tiflis (Tbilissi). Son père, Ivan Pitoëff, dirigeait le théâtre de Tiflis, dans lequel il était aussi metteur en scène et décorateur. Les enfants Pitoëff eurent une nurse allemande et une nurse française.
Georges part à dix-huit ans à Moscou pour faire des études, mais le théâtre l'attire. Il travaille un moment avec Stanislavski qui prône un théâtre « vrai » ; Pitoëff, après de longues discussions avec le maître, préfère un « théâtre qui donne accès au royaume du rêve ». Il débute en 1912 à Saint-Pétersbourg puis part en tournée au cœur de la Russie traditionnelle, où il joue Ibsen, Shakespeare, Molière, Musset, etc.
Après la mort de sa mère fin 1913, il part à Paris avec son père.
Il y monte des spectacles de bienfaisance pour les exilés russes et il y fait la rencontre de Louis Delluc. Il s'installe à Genève dans une petite salle à Plainpalais où Louis Delluc continue de lui confier certaines de ses nouvelles œuvres à monter.
En octobre 1918, il fonde sa première compagnie qui, un an plus tard, prend le nom de Théâtre Pitoëff. Il la dissout en 1922 mais Evséef, Jean Hort, Héléna Manson, Alfred Penay, Eugène Ponti, Alice Reichen, Michel Simon, Nora Sylvère sont à nouveau engagés. L'année suivante, Antonin Artaud, Ève Casalis, Maxime Fabert, Jim Gerald, Marcel Herrand, Mademoiselle Grinewski, Paulette Pax, Léo Peltier, Georges de Vos, rejoignent sa nouvelle compagnie tandis que Michel Simon la quitte.
En 1919, 1920, la compagnie effectue des tournées à Paris au Théâtre des Arts, mais aussi en 1921 au Théâtre Moncey et au Théâtre du Vieux-Colombier.
Ils quittent définitivement la ville de Genève en janvier 1922 pour travailler à Paris avec Jacques Hébertot à la Comédie des Champs-Élysées.
D'octobre 1924 à  juillet 1927, il rejoint le Théâtre des Arts sous la direction de Rodolphe Darzens. Après une tournée en Europe en 1926, il rejoint pour un an le Théâtre des Mathurins dirigé par René Saunier. 
Il retourne en octobre 1928 au Théâtre des Arts jusqu'en juillet 1931. Ensuite il s'installe au Théâtre Albert 1er, puis dirige le Théâtre de l'Avenue de février 1932 à mai 1933. Enfin, en octobre 1934, il rejoint et dirige le Théâtre des Mathurins. La compagnie Pitoëff est alors renforcée par les comédiens Émile Drain, Mady Berry, Michel François, Marcelle Géniat, François Simon (fils de Michel Simon) et France Ellys.

### Vie privée
Il rencontre à Paris l'actrice Ludmila Smanova qu'il épouse le 14 juillet 1915, avec laquelle il a sept enfants : Nadejda (Nadia), professeure de français à Honolulu, Svetlana, comédienne puis professeure d'histoire du théâtre à Pondichéry, Alexandre (Sacha), comédien et metteur en scène de théâtre, Ludmila, Varvara, Georges, journaliste à la télévision, et Anna (Aniouta), épouse du reporter Michel Desjardins,.
Georges Pitoëff meurt en septembre 1939 dans la maison de la comédienne Nora Sylvère à Genève, ayant annoncé : « Je vais mourir aujourd'hui ».

## Un homme passionné
Il exerçait de nombreuses professions à la fois, étant acteur, metteur en scène, décorateur, traducteur, chef d'une entreprise de vingt-trois salariés (effectif de la troupe d'acteurs en 1922), et aussi père de sept enfants. Seules la musique et la gestion financière lui échappaient.
Rigoureux et passionné, son activité était incessante. À titre d'exemple voici ce que fut l'activité de la troupe début 1922 :
- 1er février : Le Mangeur de rêve de Henri-René Lenormand
- 17 février : Salomé d'Oscar Wilde
- 24 février : Celui qui reçoit les gifles d'Andreiev
- 7 mars : Maggie de Chesterton et Mademoiselle Julie de Strindberg
- 22 mars : Les Bas-fonds de Gorki
- 4 avril : Oncle Vania de Tchekhov
- 25 avril : La Mouette de Tchekhov
- 10 mai : Mesure pour mesure de Shakespeare

Cette activité fébrile était facilitée par l'utilisation de décors sommaires (qui étaient presque une absence de décors) et d'éclairages rudimentaires. Avant tout, Georges Pitoëff voulait créer, quitte à interrompre un spectacle qui faisait recette – ce qui, joint à des dépenses non toujours contrôlées, expliquait des finances chroniquement problématiques.
Il sut monter des spectacles mémorables avec des moyens réduits. Deux exemples :
- pour Six personnages en quête d'auteur (avril 1923), il imagina de faire apparaître les acteurs par le monte-charge du théâtre, sans aucun décor. Des spectateurs crurent que les décors avaient été oubliés ;
- pour Les Ratés de Henri-René Lenormand (mai 1920), il conçut un décor constitué de deux rideaux, un gris devant, un violet derrière ; ces rideaux pouvaient être tirés à demi vers la gauche ou vers la droite, ou tirés entièrement. De plus un praticable derrière le rideau violet offrait deux niveaux d'action, eux-mêmes sécables en deux parties : gauche-droite. L'action pouvait ainsi se dérouler dans un des quatre espaces dans les praticables, ou encore dans un des deux espaces délimités par les rideaux gris et violet, tirés à demi.

Pour Hamlet il imagina un décor unique avec des panneaux qui permettaient de définir 27 lieux différents ; mais, toujours soucieux de perfection, lors d'une reprise de la pièce, il supprima les panneaux et revint à un décor unique.
Le répertoire était très ouvert aux auteurs étrangers : Tchekhov, Shaw, Ferenc Molnár, Tagore, Pirandello, Synge, Tolstoï, Shakespeare - mais aussi Anouilh (alors débutant), Duhamel, Claudel, ou encore Maeterlinck. Il créa 210 pièces entre 1915 et 1939.
Georges Pitoëff n'est apparu qu'à deux reprises au cinéma ; il tient notamment, aux côtés de Pierre Richard-Willm, l'un des rôles principaux du film Le Grand Jeu, de Jacques Feyder. Marcel Carné, assistant de Jacques Feyder sur ce film, a raconté dans ses souvenirs que le tournage fut très difficile pour Pitoëff, qui souffrait d'une forte myopie. S'il pouvait évoluer sans lunettes sur une scène de théâtre, dans des spectacles dont il maîtrisait les moindres détails de la mise en scène, il était par contre quasiment incapable de se repérer sur un plateau de cinéma.
Dans le domaine de la traduction, il exécuta notamment celle du Roméo et Juliette de William Shakespeare avec Pierre Jean Jouve, que ce dernier remania en 1955.
De toutes ces créations il ne reste aujourd'hui que peu de choses : des témoignages, des maquettes de décor, des indications de mise en scène, quelques photos. Mais aucun documentaire n'a permis de les voir. Par contre, deux films courts de Emil-Edwin Reinert et de Jacques Feyder restituent l'acteur.

## Théâtre

### Mises en scène

#### Comédie de Genève
- 1915 : Hedda Gabler d'Henrik Ibsen
- 1915 : Sans argent d'Ivan Tourgueniev (en russe)
- 1916 : Les Tréteaux d'Alexandre Blok
- 1916 : Le Festin pendant la peste d'Alexandre Pouchkine
- 1916 : La Demande d'Anton Tchekhov
- 1916 : Les Revenants d'Henrik Ibsen
- 1916 : Chanson d'amour de Nahapet Koutchak
- 1916 : Oncle Vania d'Anton Tchekhov (en russe)
- 1916 : Candida de George Bernard Shaw, Grand Théâtre de Genève
- 1916 : Les Violons d'automne de Sourgoutchev (en russe), Salle communale de Plainpalais
- 1917 : La Neige de Przybysewski, Casino de Saint-Pierre
- 1917 : Le Revizor de Nicolas Gogol, Grand Théâtre de Genève

#### Salle des Amis de l'Instruction
- 1917 : La Puissance des ténèbres de Léon Tolstoï
- 1917 : L’Échange de Paul Claudel, Genève
- 1917 : Au-dessus des forces humaines de Bjørnstjerne Bjørnson

#### Salle communale dePlainpalais
- 1918 : Sœur Béatrice de Maurice Maeterlinck
- 1918 : Celui qui reçoit les gifles de Leonide Andreiev
- 1918 : La Vénus du lac et Halte au village de Fernand Chavannes
- 1918 : L'Estomac de Brantmay
- 1918 : Amour et Géographie de Bjørnstjerne Bjørnson
- 1918 : L'Amour africain de Prosper Mérimée
- 1918 : Édifice sur le sable d'André Schlemmer
- 1918 : Dans l'ombre des statues de Georges Duhamel
- 1918 : Le Cadavre vivant de Léon Tolstoï
- 1918 : La Locandiera de Carlo Goldoni
- 1918 : Le Soldat de chocolat de George Bernard Shaw
- 1918 : La Ville morte de Gabriele D'Annunzio
- 1919 : Le temps est un songe d'Henri-René Lenormand
- 1919 : L'Habit vert d'Émile Augier et Alfred de Musset
- 1919 : Le Canard sauvage d'Henrik Ibsen
- 1919 : L'Orage d'Alexandre Ostrovski
- 1919 : Mademoiselle Julie d'August Strindberg
- 1919 : Le Baladin du monde occidental de John Millington Synge
- 1919 : Deburau de Sacha Guitry
- 1919 : Sacrifice de Rabindranath Tagore
- 1919 : Le Miracle de Saint-Antoine de Maurice Maeterlinck
- 1919 : Toutes les âmes d'Herman Heijermans
- 1919 : Le Disciple du Diable de George Bernard Shaw
- 1919 : Vocalises de Mathias Morhardt
- 1920 : Les Ratés d'Henri-René Lenormand
- 1920 : Rosmersholm d'Henrik Ibsen
- 1920 : Ma femme danseuse de Louis Delluc
- 1920 : Clarté de Charles Oulmont
- 1920 : Les Noces du rétameur de John Millington Synge
- 1920 : Toutes les qualités viennent d'elle de Léon Tolstoï
- 1920 : Le Père d'August Strindberg
- 1920 : Galatée d'Alfred Mortier
- 1920 : L'Oiseau bleu de Maurice Maeterlinck
- 1920 : Lapointe et Ropiteau de Georges Duhamel
- 1920 : Le Chant du cygne d'Anton Tchekhov
- 1920 : La Porte de prison de Lady Gregory
- 1920 : Mesure pour mesure de William Shakespeare
- 1920 : Karma de Comtesse Prozor
- 1920 : Bourg Saint-Maurice de Fernand Chavannes
- 1920 : La Maison du bon Dieu d'Edmond Fleg
- 1920 : Le Paquebot Tenacity de Charles Vildrac
- 1920 : La Mort de Tintagile de Maurice Maeterlinck
- 1920 : Hamlet de William Shakespeare
- 1920 : La Naissance de la paix de René Descartes
- 1920 : Dans les bas-fonds de Maxime Gorki
- 1921 : Oncle Vania d'Anton Tchekhov
- 1921 : La Vie d'une femme de Saint-Georges de Bouhélier[6]
- 1921 : Quand vous voudrez de Georges Duhamel
- 1921 : Celui qui reçoit les gifles de Leonide Andreiev, Théâtre Moncey
- 1921 : La Mouette d'Anton Tchekhov
- 1921 : Macbeth de William Shakespeare
- 1921 : La Dame aux camélias d'Alexandre Dumas fils
- 1921 : Salomé d'Oscar Wilde
- 1921 : Androclès et le lion de George Bernard Shaw
- 1922 : Magie de Gilbert Keith Chesterton
- 1922 : Le Mangeur de rêves d'Henri-René Lenormand
- 1922 : Tête à tête de Robert de Traz
- 1922 : Le Portrait de Dorian Gray d'Oscar Wilde, adaptation Fernand Nozière, Comédie des Champs-Élysées
- 1923 : Mademoiselle Bourrat de Claude Anet, Comédie des Champs-Élysées
- 1923 : Six Personnages en quête d'auteur de Luigi Pirandello, Comédie des Champs-Élysées
- 1923 : Liliom de Ferenc Molnár, Comédie des Champs-Élysées
- 1923 : La Journée des aveux de Georges Duhamel, Comédie des Champs-Élysées
- 1923 : L'Indigent de Charles Vildrac, Comédie des Champs-Élysées
- 1923 : La Petite Baraque d'Alexandre Blok, Comédie des Champs-Élysées
- 1924 : Au seuil du royaume de Knut Hamsun, Comédie des Champs-Élysées
- 1924 : Celui qui reçoit les gifles de Leonide Andreiev, Comédie des Champs-Élysées
- 1924 : L'Histoire du soldat de Charles Ferdinand Ramuz et Igor Stravinsky, Théâtre des Champs-Élysées
- 1925 : Henri IV de Luigi Pirandello, Théâtre des Arts
- 1925 : Sainte Jeanne de George Bernard Shaw, Théâtre des Arts
- 1925 : Le Juif du pape d'Edmond Fleg, Théâtre des Arts
- 1925 : Le Lâche d'Henri-René Lenormand, Théâtre des Arts
- 1925 : L'Assoiffé d'A. Derera, Théâtre des Arts
- 1926 : L'Un d'eux d'Émile Mazaud, Théâtre des Arts
- 1926 : L'Âme en peine de Jean-Jacques Bernard, Théâtre des Arts
- 1926 : Comme ci (ou comme ça) de Luigi Pirandello, Théâtre des Arts
- 1926 :  Orphée de Jean Cocteau, Théâtre des Arts
- 1926 : Le One-man-show de Fary, Théâtre des Arts
- 1926 : Kessa la Ommak du Royaume de Brunei Darussalam, Théâtre des Arts
- 1926 : Et dzim la la... de Marcel Achard, Théâtre des Arts
- 1926 : Sardanapale de Boussac de Saint-Marc, Théâtre des Arts
- 1926 : Jean Le Maufranc de Jules Romains, Théâtre des Arts
- 1927 : Le Marchand de regrets de Fernand Crommelynck, Théâtre des Arts
- 1927 : Mixture d'Henri-René Lenormand, Théâtre des Mathurins
- 1928 : Brand d'Henrik Ibsen, Théâtre des Mathurins
- 1928 : La Maison des cœurs brisés de George Bernard Shaw, Théâtre des Mathurins
- 1928 : La Célèbre Histoire de Saint-Georges de Bouhélier, Théâtre des Mathurins
- 1928 : Adam, Eve et Cie de Balgi, Théâtre des Mathurins
- 1928 : Les Revenants d'Henrik Ibsen, Théâtre des Mathurins (reprise)
- 1928 : Hamlet de William Shakespeare, Théâtre des Mathurins (reprise)
- 1928 : Mademoiselle Bourrat de Claude Anet, Théâtre des Mathurins (reprise)
- 1928 : La Communion des Saints de Magdeleine Bérubet, Théâtre des Arts
- 1928 : César et Cléopâtre de George Bernard Shaw, Théâtre des Arts
- 1929 : Les Trois Sœurs d'Anton Tchekhov, Théâtre des Arts
- 1929 : Vivre d'Yves Le Gouriadec et Bernard Flurscheim, Théâtre des Arts
- 1929 : Le Vray Procès de Jehanne d'Arc, montage de Georges Pitoëff et René Arnaud, Théâtre des Arts[7]
- 1929 : Le Singe velu d'Eugene O'Neill, Théâtre des Arts
- 1929 : Magie de Léon Chancerel et Francis Chavannes, Théâtre des Arts
- 1929 : Les Criminels de Ferdinand Bruckner, Théâtre des Arts
- 1930 : Maison de poupée d'Henrik Ibsen, Théâtre de l'Œuvre
- 1931 : Les Hommes de Paul Vialar, Théâtre des Arts
- 1931 : La Charrette des pommes de George Bernard Shaw, Théâtre des Arts
- 1931 : La Belle Hôtesse de Carlo Goldoni, Théâtre Albert 1er
- 1932 : Œdipe d'André Gide, Théâtre de l'Avenue
- 1932 : La Belle au bois de Jules Supervielle, Théâtre de l'Avenue
- 1932 : Plus jamais ça de Fred Angermayer (de), Théâtre de l'Avenue
- 1932 : Médée de Sénèque, Théâtre de l'Avenue
- 1932 : Joe et Cie de Hjalmar Bergman, Théâtre de l'Avenue
- 1932 : La Louise de Jean-Jacques Bernard, Théâtre de l'Avenue
- 1932 : Fait divers de Gobius, Théâtre de l'Avenue
- 1932 : La Ronde d'Arthur Schnitzler, Théâtre de l'Avenue
- 1933 : Marc-Aurèle de Jean Le Marois, Théâtre de l'Avenue
- 1933 : Les Gants blancs de Hjalmar Bergman, Théâtre de l'Avenue
- 1933 : Les Juifs d'Evgueni Tchirikov, Théâtre du Vieux-Colombier
- 1933 : Liebelei et Les Derniers Masques d'Arthur Schnitzler, Théâtre du Vieux-Colombier
- 1933 : La Polka des chaises de Ronald Mackenzie, Théâtre du Vieux-Colombier
- 1934 : Le Canard sauvage d'Henrik Ibsen, Théâtre du Vieux-Colombier
- 1934 : Louison d'Alfred de Musset, Château de Coppet
- 1934 : Intermèdes de Jean Le Marois, Château de Coppet
- 1934 : Les Revenants d'Henrik Ibsen, Théâtre des Mathurins
- 1934 : Le Canard sauvage d'Henrik Ibsen, Théâtre des Mathurins
- 1934 : Le Chef de Drieu La Rochelle, Théâtre des Mathurins
- 1934 : Sainte Jeanne de George Bernard Shaw, Théâtre des Mathurins (reprise)
- 1935 : Dieu sait pourquoi ? de Steve Passeur, Lyon
- 1935 : Ce soir on improvise de Luigi Pirandello, Théâtre des Mathurins
- 1935 : La Créature de Ferdinand Bruckner, Théâtre des Mathurins
- 1935 : Je vivrai un grand amour de Steve Passeur, Théâtre des Mathurins
- 1935 : La Complainte de Pranzini et de Thérèse de Lisieux d'Henri Ghéon, Théâtre des Mathurins
- 1935 : Le Héros et le soldat de George Bernard Shaw, Théâtre des Mathurins
- 1936 : Le Merveilleux Alliage de Vladimir Kirchon, Théâtre des Mathurins
- 1936 : La Folle du ciel d'Henri-René Lenormand, Théâtre des Mathurins
- 1936 : Poucette de Charles Vildrac, Théâtre des Mathurins
- 1936 : Tu ne m'échapperas jamais de Margaret Kennedy, Théâtre des Mathurins
- 1936 : Dieu sait pourquoi ? de Steve Passeur, Théâtre des Mathurins
- 1936 : Angelica de Leo Ferrero, Théâtre des Mathurins
- 1936 : Quand vous voudrez de Georges Duhamel, Théâtre des Mathurins
- 1936 : Maison de poupée d'Henrik Ibsen, Théâtre des Mathurins (reprise)
- 1937 : Six Personnages en quête d'auteur de Luigi Pirandello, Théâtre des Mathurins
- 1937 : Le Voyageur sans bagage de Jean Anouilh, Théâtre des Mathurins
- 1937 : Amal et la Lettre du roi de Rabindranath Tagore, traduction André Gide, musique Darius Milhaud, Théâtre des Mathurins
- 1937 : Lapointe et Ropiteau de Georges Duhamel, Théâtre des Mathurins
- 1937 : Le Testament de la tante Caroline d'Albert Roussel, Opéra-Comique
- 1937 : La Tragédie de Roméo et Juliette de William Shakespeare, Théâtre des Mathurins
- 1937 : Eve de Jean Yole, Théâtre des Mathurins
- 1937 : Kirika de Georges Ciprian, Théâtre des Mathurins
- 1937 : Des abeilles sur le pont supérieur de John Boynton Priestley, Théâtre des Mathurins
- 1937 : Celui qui reçoit les gifles de Leonide Andreiev, Théâtre des Mathurins
- 1937 : L’Échange de Paul Claudel, Théâtre des Mathurins (reprise)
- 1938 : La Sauvage de Jean Anouilh, Théâtre des Mathurins
- 1938 : L'argent n'a pas d'odeur de George Bernard Shaw, Théâtre des Mathurins
- 1938 : La Première Famille de Jules Supervielle, Théâtre des Mathurins
- 1938 : Là-bas de Titayna, Théâtre des Mathurins
- 1939 : La Mouette d'Anton Tchekhov, Théâtre des Mathurins
- 1938 : La Fenêtre ouverte de Maurice Martin du Gard, Théâtre des Mathurins
- 1939 : Un ennemi du peuple d'Henrik Ibsen, Théâtre des Mathurins
- 1939 : La Dame aux camélias d'Alexandre Dumas fils, Théâtre des Mathurins

## Filmographie
- 1932 : La Machine à sous de Emil-Edwin Reinert : Gueule d'amour
- 1934 : Le Grand Jeu de Jacques Feyder : Nicolas Ivanoff

## Iconographie
- Les criminels - Pitoëff - Théâtre des Arts, affiche lithographique de Paul Colin, 1929[8].

## Hommages
En 1939, le Conseil municipal de la Ville de Genève décide que la salle de théâtre de la Salle communale de Plainpalais s'appellera « Salle Pitoëff ».